# Каселла, Эстеван
Эстеван Каселла (порт. Estêvão Cacella, 1585—1630) — португальский иезуитский миссионер, побывавший в XVII веке в Бутане и Тибете.

## Биография

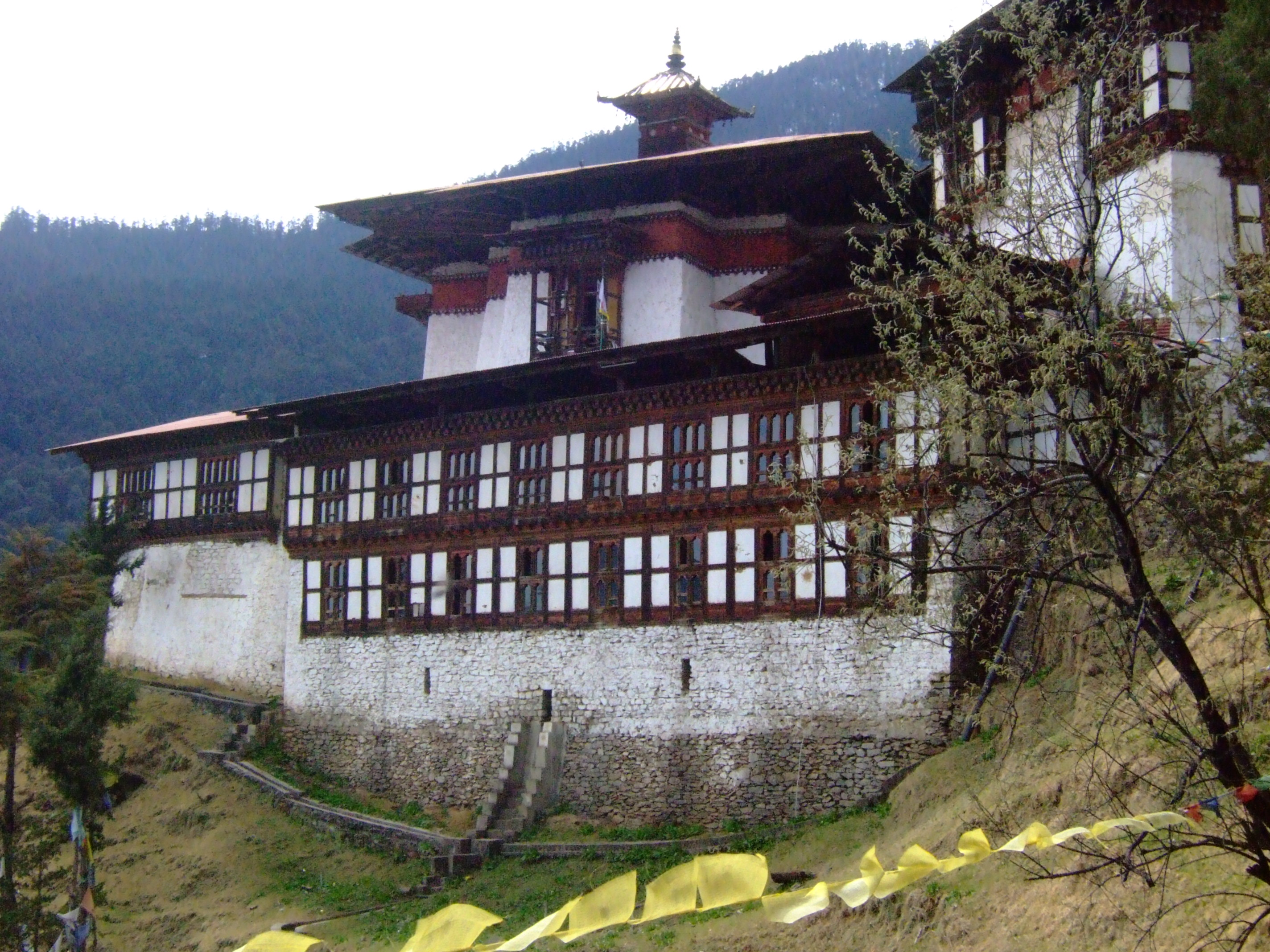
Монастырь Чери, из которого отец Каселла написал свой знаменитый отчёт

Эстеван Каселла родился в 1585 году в португальском селении Авиш. В 19 лет он присоединился к иезуитам, в 1614 году отплыл в Индию, где несколько лет проработал в Керале. В 1626 году отец Каселла и Жуан Кабрал, (другой юный иезуит) отправились из Кочина в Бенгалию, где провели шесть месяцев, готовясь к путешествию через Бутан, которое в итоге привело их в Тибет.
В Тибете они основали миссию в Шигадзе — городе-резиденции Панчен-ламы, где находится монастырь Ташилунпо. Каселла прибыл в Шигадзе в ноябре 1627 года, а Кабрал — в январе 1628. Хотя иезуиты были хорошо приняты, и они питали большие надежды на успех миссии в Шигадзе, на самом деле они лишь напрасно потеряли там несколько лет. Плохое здоровье отца Каселла привело к тому, что в 1630 году он скончался в Тибете.
Будучи в Бутане, отец Каселла и отец Кабрал повстречали основателя Бутана Шабдрунга Нгаванга Намгьяла. В конце их почти восьмимесячного пребывания в Бутане отец Каселла написал из монастыря Чери большое письмо своему начальству в Кочин на Малабарском побережье, в котором описал своё путешествие. Этот отчёт, известный как «A Relação», является единственным оставшимся описанием Шабдрунга Нгаванга Намгьяла.
Отец Каселла был первым европейцем, попавшим в Бутан и пересекшим Гималаи зимой. Также именно Каселла впервые сообщил европейцам о мифическом месте, именуемом «Шамбала».